# Jerusalemloven
Jerusalemloven (hebraisk: חוֹק יְסוֹד: יְרוּשָׁלַיִם בִּירַת יִשְׂרָאֵל , arabisk: قانون القدس) er det almenkendte navn på den israelske grundlov, som Knesset vedtog den 30. juli 1980. Selvom loven ikke direkte brugte udtrykket "annektering", har den israelske højesteret senere tolket loven som en de facto annektering af Østjerusalem. FN's Sikkerhedsråd fordømte dette forsøg på at ændre Jerusalems status og erklærede i resolution 478, at loven var "ugyldig".

## Historie
Jerusalem-loven begyndte som et lovforslag fremsat af den israelske politiker Geulah Cohen. Den oprindelige tekst sagde, at "integriteten og foreningen af Storjerusalem (Yerushalayim rabati) i dets grænser efter Seksdageskrigen ikke måtte krænkes." Denne ordlyd blev imidlertid droppet efter den første behandling i Knesset. Eftersom Knesset afviste at angive specifikke grænser og ikke brugte ordene "annektering" eller "suverænitet", har professor Ian Lustick påpeget, at "Juridiske forskeres konsensus er, at denne handling ikke bidrog yderligere til [forståelse af] byens juridiske eller administrative omstændigheder, selvom det, især på tidspunktet for vedtagelse af loven, blev anset for at have politisk betydning og udløste en kraftig protestreaktion fra verdenssamfundet." FN's Sikkerhedsråds resolution 478 blev eksempelvis vedtaget den 20. august 1980 med 14 stemmer for og ingen imod (USA undlod at stemme), der erklærede, at loven var "ugyldig" og skulle "ophæves" . Denne resolution opfordrede endvidere medlemsstaterne til at trække deres diplomatiske forbindelser (ambassader) ud af byen. Til trods for dette flyttede USA 38 år senere, den 14. maj 2018, deres ambassade i Israel fra Tel Aviv til Jerusalem, mens andre lande, herunder Paraguay og Tjekkiet, har udtrykt lignende hensigter.
Loven blev ikke fremsat af regeringspartierne eller premierminister Menachem Begin. Derimod var loven foreslået af politikere, der var bekymrede over, at eventuelle fremtidige fredsforhandler ville afstedkomme, at arabiske indbyggere i Østjerusalem ville få stemmerettighed ved et fremtidig palæstinensisk valg. Overodnet anses loven i store træk som symbolsk.